# Wilhelm von Baillou
Wilhelm Freiherr von Baillou, avstrijski general, * 23. februar 1815, † 11. julij 1890.

## Življenjepis
1. julija 1876 je bil upokojen in hkrati povišan v častnega podmaršala.

## Pregled vojaške kariere
Napredovanja
- generalmajor: 29. oktober 1870 (z dnem 7. novembrom 1870)
- podmaršal: 1. julij 1876